# شکلات و شیرینی‌سرای مینیون
شکلات و شیرینی‌سرای مینیون یک شکلات و شیرینی‌فروشی در شهر تهران است. مینیون در انتهای دههٔ ۱۹۳۰ میلادی توسط خانواده تر-پوغوسیان که از اوکراین به ایران مهاجرت کرده بودند تأسیس شد.
مینیون در ۱۹ خرداد ۱۳۹۹ در فهرست آثار ملی ایران ثبت شد.